# La Crosse (Florida)
La Crosse ist eine Stadt im Alachua County im US-Bundesstaat Florida. Das U.S. Census Bureau hat bei der Volkszählung 2020 eine Einwohnerzahl von 316 ermittelt.

## Geographie
La Crosse liegt rund 15 km nördlich von Gainesville und etwa 95 km südwestlich von Jacksonville.

## Geschichte
La Crosse wurde 1860 als ländliches Dorf gegründet, in einem Gebiet, das zu dieser Zeit hauptsächlich vom Baumwollanbau lebte. Das Postamt öffnete 1881 seine Pforten und die Stadt wurde am 12. Dezember 1897 als Stadt anerkannt. Heute sind die wichtigsten Produkte Kartoffeln, Tabak und Gemüse.

### Religionen
In La Crosse gibt es derzeit zwei verschiedene Kirchen: Die „La Crosse Baptist Church“ der Baptistengemeinde und die Methodistenkirche (Stand: 2004).

### Demographische Daten
Laut der Volkszählung 2010 verteilten sich die damaligen 360 Einwohner auf 143 Haushalte. Die Bevölkerungsdichte lag bei 102,9 Einw./km². 77,8 % der Bevölkerung bezeichneten sich als Weiße, 18,1 % als Afroamerikaner, 0,3 % als Indianer und 0,6 % als Asian Americans. 3,3 % gaben die Angehörigkeit zu mehreren Ethnien an. 16,4 % der Bevölkerung bestand aus Hispanics oder Latinos.
Im Jahr 2010 lebten in 33,8 % aller Haushalte Kinder unter 18 Jahren sowie 29,2 % aller Haushalte Personen mit mindestens 65 Jahren. 72,3 % der Haushalte waren Familienhaushalte (bestehend aus verheirateten Paaren mit oder ohne Nachkommen bzw. einem Elternteil mit Nachkomme). Die durchschnittliche Größe eines Haushalts lag bei 2,77 Personen und die durchschnittliche Familiengröße bei 3,14 Personen.
25,6 % der Bevölkerung waren jünger als 20 Jahre, 18,9 % waren 20 bis 39 Jahre alt, 33,0 % waren 40 bis 59 Jahre alt und 22,4 % waren mindestens 60 Jahre alt. Das mittlere Alter betrug 44 Jahre. 50,6 % der Bevölkerung waren männlich und 49,4 % weiblich.
Das durchschnittliche Jahreseinkommen lag bei 56.458 $, dabei lebten 10,7 % der Bevölkerung unter der Armutsgrenze.
Im Jahr 2000 war Englisch die Muttersprache von 100 % der Bevölkerung.

## Verkehr
La Crosse wird von den Florida State Roads 121, 231 und 235 durchquert bzw. tangiert. Der nächste Flughafen ist der Gainesville Regional Airport (rund 25 km südlich).